# 日本民間放送連盟
一般社団法人日本民間放送連盟（にほんみんかんほうそうれんめい、英: THE JAPAN COMMERCIAL BROADCASTERS ASSOCIATION、略称：JBA、民放連）は、民間（発足当時は商業）基幹放送事業者による、放送倫理水準の向上ならびに業界共通問題の処理を目的に1951年に設立された非営利団体である。
以前の英称は全米放送事業者協会（NAB）にならって、NAB（National Association of Commercial Broadcasters in Japanの略、「日本商業放送全国協会」の意）としていたが、一般社団法人への移行に伴い、現名称に変更した。

## 概要・活動内容
諸問題への対応のため専門委員会と称する民放首脳をメンバーとした組織があり、特に『ラジオ委員会』はラジオ加盟100社は各社の統一を図るため対外的な活動が活発である。またFM放送各社は民放連での活動とは別に、「全国FM連合」という団体も構成している（詳細は当該項目を参照）。

### 無秩序な区域外再放送への反対
以前から、ケーブルテレビ事業者の無秩序な区域外再放送に反対しており、放送法の総務大臣裁定制度に対して、地域免許制度との重大な不整合があるとして、廃止を求めている。主たる事例として、山口県において、再送信先の地元民放への意見聴取が行われなかったことを極めて遺憾としている。

## 沿革
- 1951年7月20日 - AMラジオ局16社によって設立
- 1952年4月21日 - 社団法人化
- 1968年から1997年まで、加盟テレビおよびラジオ各社は「放送広告の日」→「民放の日」のスポットCMや1976年から1987年まで、加盟テレビ各社は4月21日に、同時ネットで「放送広告の日」記念55分（当初は50分番組）特番を放送していたほか、5分間の「民放連会長あいさつ」を各局別に放送していた。
- 1970年3月14日 - 日本万国博覧会開会式の番組『幕開く日本万国博』を加盟テレビ全局で同時放送[7]。閉会式が行われた9月13日にも『さよなら日本万国博』を同時放送[8]。
- 1956/1957年から1988/1989年までの間在京キー局持ち回りとの共同制作で『ゆく年くる年』を12月31日から翌年1月1日に放送され、フジテレビ系列が参加するようになった1971/1972年以降は終了する1988/1989年まで完全同時生放送していた[9]。
- 1993年4月21日 - 「放送広告の日」が「民放の日」に改称。「民放の日」特別番組を毎年4月29日（みどりの日）に放送。（1997年まで）
- 2012年4月1日 -  一般社団法人へ移行

## 歴代会長
会長職は基本的に各民放テレビキー局の最高幹部が務める。
| 代 | 氏名       | 在任期間                      | 所属放送局名        | 所属放送局における役職（日本民間放送連盟会長就任時→退任時） |
| -- | ---------- | ----------------------------- | ------------------- | ----------------------------------------------------------- |
| 1  | 足立正     | 1951年7月 - 1968年3月         | ラジオ東京→東京放送 | 初代代表取締役社長→初代会長                                 |
| 2  | 今道潤三   | 1968年4月 - 1974年3月         | 東京放送            | 第3代代表取締役社長                                         |
| 3  | 横田武夫   | 1974年4月 - 1975年1月         | 日本教育テレビ      | 第5代代表取締役社長                                         |
| 4  | 小林與三次 | 1975年1月 - 1978年3月         | 日本テレビ放送網    | 第4代代表取締役社長                                         |
| 5  | 浅野賢澄   | 1978年4月 - 1982年3月         | フジテレビジョン    | 第3代代表取締役社長→第2代会長                               |
| 6  | 山西由之   | 1982年4月 - 1984年3月         | 東京放送            | 第5代代表取締役社長                                         |
| 7  | 中川順     | 1984年4月 - 1990年3月         | テレビ東京          | 代表取締役社長→会長                                         |
| 8  | 佐々木芳雄 | 1990年4月 - 1992年3月         | 日本テレビ放送網    | 第6代代表取締役社長                                         |
| 9  | 桑田弘一郎 | 1992年4月 - 1994年3月         | 全国朝日放送        | 第9代代表取締役社長→会長                                    |
| 10 | 磯崎洋三   | 1994年4月 - 1996年3月         | 東京放送            | 第8代代表取締役社長                                         |
| 11 | 氏家齊一郎 | 1996年4月 - 2003年3月         | 日本テレビ放送網    | 第7代代表取締役社長→会長→取締役会議長→会長                  |
| 12 | 日枝久     | 2003年4月 - 2006年3月         | フジテレビジョン    | 第5代代表取締役会長                                         |
| 13 | 広瀬道貞   | 2006年4月 - 2012年3月         | テレビ朝日          | 代表取締役会長→相談役→顧問                                  |
| 14 | 井上弘     | 2012年4月 - 2018年6月         | TBSテレビ           | 代表取締役会長                                              |
| 15 | 大久保好男 | 2018年6月 - 2022年6月         | 日本テレビ放送網    | 代表取締役社長→会長                                         |
| 16 | 遠藤龍之介 | 2022年6月 - 2025年4月         | フジテレビジョン    | 取締役副会長                                                |
| 17 | 早河洋     | 2025年5月 - 2026年6月（予定） | テレビ朝日          | 取締役会長                                                  |

## 会員
入会資格は 本連盟の事業に賛同する日本放送協会と放送大学学園以外の基幹放送事業者 だが、コミュニティ放送各社は参加せずに別団体「日本コミュニティ放送協会」（JCBA）を構成している（こちらはNPO法人の局を中心に非加盟の局もある）。
また、再放送をするのみのギャップフィラー中継局の設置者も特定地上基幹放送事業者であるが加入する事業者は無い。
会員種別は一般社団法人化の際の定款改正で、入会時期が放送法の全面改正 の前か後かにより「正会員」か「準会員」の2種類に分けられた。準会員は、加入から5年経過後に理事会の議を経て正会員となることが出来る。正会員が一般社団法人及び一般財団法人に関する法律上の社員である。
廃業した場合は会員資格を喪失する。
- 一部会員は、一時的に非加入状態になっていた（※詳細は「#過去に処分を受けた会員」を参照）。

凡例
- 「地域等」の配列は、民放連の公式サイトの会員社による。広域ブロック（全国7地区）は以下の通り。

［北海道・東北］［東京］［関東・甲信越・静岡］［中部・北陸］［近畿］［中国・四国］［九州・沖縄］
- 「放送形態」は以下の通り。
  - TV：地上波テレビジョン放送
  - AM：中波放送
  - FM：超短波放送
  - SW：短波放送
  - BS：放送衛星
  - CS：通信衛星
  - MM：マルチメディア放送
- 「略称・愛称」について、テレビ・ラジオ兼営局の「英字略称 + テレビ・ラジオ」（例：朝日放送テレビ・朝日放送ラジオ）は割愛。

### 正会員
次項の「準会員」制度が設けられるまでの「会員」、並びに加盟から5年経ち理事会承認で昇格した「元準会員」である。
| 地域等 | 都道府県 | 放送形態 | 社名                                           | 略称・愛称                          | 備考 |
| ------ | -------- | -------- | ---------------------------------------------- | ----------------------------------- | --- |
| 北海道 | 北海道   | TV/AM    | 北海道放送（株）                               | HBC                                 | |
| 北海道 | 北海道   | TV       | 札幌テレビ放送（株）                           | STV                                 | 読売中京FSホールディングス（株）子会社 |
| 北海道 | 北海道   | AM       | （株）STVラジオ                                | STVラジオ                           | 2005年10月1日加盟【正会員地位部分承継】。（札幌テレビ放送（株）からラジオ部門を完全分離）、札幌テレビ放送（株）子会社                                            |
| 北海道 | 北海道   | TV       | 北海道テレビ放送（株）                         | HTB                                 | |
| 北海道 | 北海道   | TV       | 北海道文化放送（株）                           | UHB                                 | |
| 北海道 | 北海道   | FM       | （株）エフエム北海道                           | FM北海道 / AIR-G'                   | |
| 北海道 | 北海道   | TV       | （株）テレビ北海道                             | TVh                                 | |
| 北海道 | 北海道   | FM       | （株）FM NORTH WAVE                            | NORTH WAVE                          | 旧・（株）エフエム・ノースウェーブ |
| 東北   | 青森     | TV/AM    | 青森放送（株）                                 | RAB                                 | 旧・（株）ラジオ青森 |
| 東北   | 青森     | TV       | （株）青森テレビ                               | ATV                                 | |
| 東北   | 青森     | FM       | （株）エフエム青森                             | AFB                                 | |
| 東北   | 青森     | TV       | 青森朝日放送（株）                             | ABA                                 | |
| 東北   | 岩手     | TV/AM    | （株）アイビーシー岩手放送                     | IBC                                 | 旧・岩手放送（株） |
| 東北   | 岩手     | TV       | （株）テレビ岩手                               | TVI                                 | |
| 東北   | 岩手     | FM       | （株）エフエム岩手                             | FMI                                 | |
| 東北   | 岩手     | TV       | （株）岩手めんこいテレビ                       | mit / めんこいテレビ                | |
| 東北   | 岩手     | TV       | （株）岩手朝日テレビ                           | IAT                                 | |
| 東北   | 宮城     | TV/AM    | 東北放送（株）                                 | tbc                                 | 旧・仙台放送（株） ※現・仙台放送とは無関係 |
| 東北   | 宮城     | TV       | （株）仙台放送                                 | OX                                  | |
| 東北   | 宮城     | TV       | （株）宮城テレビ放送                           | MMT / ミヤギテレビ / ミヤテレ       | |
| 東北   | 宮城     | TV       | （株）東日本放送                               | khb                                 | |
| 東北   | 宮城     | FM       | （株）エフエム仙台                             | FMS / Date FM                       | |
| 東北   | 秋田     | TV/AM    | （株）秋田放送                                 | ABS                                 | 旧・ラジオ東北（株） |
| 東北   | 秋田     | TV       | 秋田テレビ（株）                               | AKT                                 | |
| 東北   | 秋田     | FM       | （株）エフエム秋田                             | AFM                                 | |
| 東北   | 秋田     | TV       | 秋田朝日放送（株）                             | AAB                                 | |
| 東北   | 山形     | TV/AM    | 山形放送（株）                                 | YBC                                 | |
| 東北   | 山形     | TV       | （株）山形テレビ                               | YTS                                 | |
| 東北   | 山形     | FM       | （株）エフエム山形                             | Rhythm Station                      | |
| 東北   | 山形     | TV       | （株）テレビユー山形                           | TUY                                 | |
| 東北   | 山形     | TV       | （株）さくらんぼテレビジョン                   | SAY / さくらんぼテレビ              | |
| 東北   | 福島     | AM       | （株）ラジオ福島                               | rfc                                 | |
| 東北   | 福島     | TV       | 福島テレビ（株）                               | FTV / 福テレ                        | |
| 東北   | 福島     | TV       | （株）福島中央テレビ                           | FCT / 中テレ                        | |
| 東北   | 福島     | TV       | （株）福島放送                                 | KFB                                 | |
| 東北   | 福島     | TV       | （株）テレビユー福島                           | TUF                                 | |
| 東北   | 福島     | FM       | （株）エフエム福島                             | ふくしまFM                          | |
| 関東   | 群馬     | TV       | 群馬テレビ（株）                               | GTV / 群テレ                        | |
| 関東   | 群馬     | FM       | （株）エフエム群馬                             | FMG / FM GUNMA                      | |
| 関東   | 栃木     | AM       | （株）栃木放送                                 | CRT                                 | 旧・（株）ラジオ栃木、（株）とちぎテレビ子会社（2012年3月22日 - ）                                                                                               |
| 関東   | 栃木     | FM       | （株）エフエム栃木                             | RADIO BERRY                         | |
| 関東   | 栃木     | TV       | （株）とちぎテレビ                             | GYT / とちテレ                      | |
| 関東   | 茨城     | AM       | （株）LuckyFM茨城放送                          | LuckyFM                             | 旧・（株）茨城放送 |
| 関東   | 埼玉     | TV       | （株）テレビ埼玉                               | TVS / テレ玉                        | |
| 関東   | 埼玉     | FM       | （株）エフエムナックファイブ                   | NACK5                               | 旧・（株）エフエム埼玉 |
| 関東   | 千葉     | TV       | 千葉テレビ放送（株）                           | CTC / チバテレビ / チバテレ         | |
| 関東   | 千葉     | FM       | （株）ベイエフエム                             | BAYFM                               | 旧・（株）エフエムサウンド千葉 |
| 関東   | 神奈川   | AM       | （株）アール・エフ・ラジオ日本                 | RF / ラジオ日本                     | 旧・（株）ラジオ関東 |
| 関東   | 神奈川   | TV       | （株）テレビ神奈川                             | tvk                                 | |
| 関東   | 神奈川   | FM       | 横浜エフエム放送（株）                         | YFM / FMヨコハマ / FM yokohama 84.7 | |
| 甲信越 | 新潟     | TV/AM    | （株）新潟放送                                 | BSN                                 | 2023年6月1日加盟【正会員地位承継】。（株）BSNメディアホールディングス子会社                                                                                      |
| 甲信越 | 新潟     | TV       | （株）NST新潟総合テレビ                        | NST                                 | 旧・（株）新潟総合テレビ |
| 甲信越 | 新潟     | TV       | （株）テレビ新潟放送網                         | TeNY / テレビ新潟                   | |
| 甲信越 | 新潟     | TV       | （株）新潟テレビ二十一                         | UX                                  | |
| 甲信越 | 新潟     | FM       | （株）エフエムラジオ新潟                       | FM新潟                              | |
| 甲信越 | 長野     | TV/AM    | 信越放送（株）                                 | SBC                                 | 旧・信濃放送（株） |
| 甲信越 | 長野     | TV       | （株）長野放送                                 | NBS                                 | |
| 甲信越 | 長野     | TV       | （株）テレビ信州                               | TSB                                 | |
| 甲信越 | 長野     | FM       | 長野エフエム放送（株）                         | FM長野                              | |
| 甲信越 | 長野     | TV       | 長野朝日放送（株）                             | abn                                 | |
| 甲信越 | 山梨     | TV/AM    | （株）山梨放送                                 | YBS                                 | 旧・（株）ラジオ山梨 |
| 甲信越 | 山梨     | TV       | （株）テレビ山梨                               | UTY                                 | |
| 甲信越 | 山梨     | FM       | （株）エフエム富士                             | FM FUJI                             | |
| 静岡   | 静岡     | TV/AM    | 静岡放送（株）                                 | SBS                                 | |
| 静岡   | 静岡     | TV       | （株）テレビ静岡                               | SUT / テレしず                      | 旧・静岡ユーエッチエフテレビ（株） |
| 静岡   | 静岡     | TV       | （株）静岡朝日テレビ                           | SATV                                | 旧・静岡県民放送（株） |
| 静岡   | 静岡     | TV       | （株）静岡第一テレビ                           | SDT / Daiichi-TV                    | |
| 静岡   | 静岡     | FM       | 静岡エフエム放送（株）                         | K-mix                               | |
| 東京   | 東京     | TV       | （株）TBSテレビ                                | TBS                                 | 2009年4月1日加盟【正会員地位承継】。（株）TBSホールディングス子会社                                                                                              |
| 東京   | 東京     | AM       | （株）TBSラジオ                                | TBSラジオ                           | 2001年10月1日加盟【正会員地位部分承継】。旧・（株）TBSラジオ&コミュニケーションズ（旧・（株）東京放送からラジオ部門を完全分離）、（株）TBSホールディングス子会社 |
| 東京   | 東京     | AM       | （株）文化放送                                 | QR / NCB                            | |
| 東京   | 東京     | TV       | 日本テレビ放送網（株）                         | NTV / 日本テレビ / 日テレ           | 2012年10月1日加盟【正会員地位承継】。日本テレビホールディングス（株）子会社                                                                                      |
| 東京   | 東京     | AM       | （株）ニッポン放送                             | LF                                  | （株）フジ・メディア・ホールディングス子会社 |
| 東京   | 東京     | SW       | （株）日経ラジオ社                             | NRBC / ラジオNIKKEI                 | 旧・（株）日本短波放送 |
| 東京   | 東京     | TV       | （株）テレビ朝日                               | EX / tv asahi / テレ朝              | 2014年4月1日加盟【正会員地位承継】。（株）テレビ朝日ホールディングス子会社                                                                                       |
| 東京   | 東京     | TV       | （株）フジテレビジョン                         | CX / Fuji TV / フジテレビ           | 2008年10月1日加盟【正会員地位承継】。（株）フジ・メディア・ホールディングス子会社                                                                                |
| 東京   | 東京     | TV       | （株）テレビ東京                               | TX / TV TOKYO / テレ東              | 旧・（株）東京十二チャンネル、旧・（株）東京十二チャンネルプロダクション、（株）テレビ東京ホールディングス 子会社                                                |
| 東京   | 東京     | FM       | （株）エフエム東京                             | TFM / TOKYO FM                      | |
| 東京   | 東京     | FM       | （株）J-WAVE                                   |                                     | 旧・（株）エフエムジャパン |
| 東京   | 東京     | TV       | 東京メトロポリタンテレビジョン（株）           | TOKYO MX                            | |
| 東京   | 東京     | FM       | （株）InterFM897                               | interfm                             | 旧・（株）InterFM、旧・エフエムインターウェーブ（株）。2016年11月までInterFMとInterFM NAGOYA（Radio NEO）の2局を運営。                                           |
| 北陸   | 富山     | TV/AM    | 北日本放送（株）                               | KNB                                 | |
| 北陸   | 富山     | TV       | 富山テレビ放送（株）                           | BBT / 富山テレビ                    | |
| 北陸   | 富山     | FM       | 富山エフエム放送（株）                         | FMとやま                            | |
| 北陸   | 富山     | TV       | （株）チューリップテレビ                       | TUT                                 | 旧・（株）テレビユー富山 |
| 北陸   | 石川     | TV/AM    | 北陸放送（株）                                 | MRO                                 | 旧・北陸文化放送（株） |
| 北陸   | 石川     | TV       | 石川テレビ放送（株）                           | ITC / 石川テレビ                    | |
| 北陸   | 石川     | TV       | （株）テレビ金沢                               | KTK                                 | |
| 北陸   | 石川     | FM       | （株）エフエム石川                             | HELLO FIVE                          | |
| 北陸   | 石川     | TV       | 北陸朝日放送（株）                             | HAB                                 | |
| 北陸   | 福井     | TV/AM    | 福井放送（株）                                 | FBC                                 | |
| 北陸   | 福井     | TV       | 福井テレビジョン放送（株）                     | FTB / 福井テレビ                    | |
| 北陸   | 福井     | FM       | 福井エフエム放送（株）                         | FM FUKUI                            | |
| 中部   | 愛知     | TV       | （株）CBCテレビ                                | CBCテレビ                           | 2014年4月1日加盟【正会員地位部分承継】。中部日本放送（株）子会社                                                                                                 |
| 中部   | 愛知     | AM       | （株）CBCラジオ                                | CBCラジオ                           | 2013年4月1日加盟【正会員地位部分承継】。中部日本放送（株）子会社（放送持株会社移行前にラジオ部門を完全分離）                                                     |
| 中部   | 愛知     | TV       | 東海テレビ放送（株）                           | THK / 東海テレビ                    | |
| 中部   | 愛知     | AM       | 東海ラジオ放送（株）                           | SF / 東海ラジオ / TOKAI RADIO       | |
| 中部   | 愛知     | TV       | 名古屋テレビ放送（株）                         | NBN / メ〜テレ / 名古屋テレビ       | 旧・名古屋放送（株） |
| 中部   | 愛知     | TV       | 中京テレビ放送（株）                           | CTV / 中京テレビ                    | 旧・中京ユーエッチエフテレビ放送（株）、読売中京FSホールディングス（株）子会社                                                                                   |
| 中部   | 愛知     | FM       | （株）エフエム愛知                             | FMA / FM AICHI                      | 旧・愛知音楽エフエム放送（株） |
| 中部   | 愛知     | TV       | テレビ愛知（株）                               | TVA                                 | |
| 中部   | 愛知     | FM       | （株）ZIP-FM                                   |                                     | 旧・（株）エフエム名古屋 |
| 中部   | 岐阜     | TV/AM    | （株）岐阜放送                                 | GBS / ぎふチャン                    | 旧・（株）ラジオ岐阜 |
| 中部   | 岐阜     | FM       | （株）エフエム岐阜                             | FM GIFU                             | 2014年3月1日加盟【正会員地位承継】 |
| 中部   | 三重     | TV       | 三重テレビ放送（株）                           | MTV / 三重テレビ                    | |
| 中部   | 三重     | FM       | 三重エフエム放送（株）                         | レディオキューブ FM三重             | |
| 近畿   | 大阪     | TV       | （株）毎日放送                                 | MBS                                 | 2017年4月1日加盟【正会員地位承継】。（株）MBSメディアホールディングス子会社                                                                                      |
| 近畿   | 大阪     | AM       | （株）MBSラジオ                                | MBSラジオ / Mラジ                   | 2021年4月1日加盟【正会員地位部分承継】（（株）毎日放送【新社】からラジオ部門を完全分離）、（株）MBSメディアホールディングス子会社                                |
| 近畿   | 大阪     | TV       | 朝日放送テレビ（株）                           | ABC-TV                              | 2018年4月1日加盟【正会員地位部分承継】。朝日放送グループホールディングス（株）子会社                                                                             |
| 近畿   | 大阪     | AM       | 朝日放送ラジオ（株）                           | ABCラジオ                           | 2018年4月1日加盟【正会員地位部分承継】。朝日放送グループホールディングス（株）子会社                                                                             |
| 近畿   | 大阪     | AM       | （株）ラジオ大阪                               | OBC / ラジオ大阪                    | 旧・大阪放送（株） |
| 近畿   | 大阪     | TV       | 読売テレビ放送（株）                           | ytv / 読売テレビ                    | 旧・新大阪テレビ放送（株）、読売中京FSホールディングス（株）子会社                                                                                               |
| 近畿   | 大阪     | TV       | 関西テレビ放送（株）                           | KTV / カンテレ / 関西テレビ         | 旧・大関西テレビ放送（株） |
| 近畿   | 大阪     | FM       | （株）エフエム大阪                             | FMO / FM大阪                        | 旧・大阪音楽エフエム放送（株） |
| 近畿   | 大阪     | TV       | テレビ大阪（株）                               | TVO                                 | |
| 近畿   | 大阪     | FM       | （株）FM802                                    | FM802 FM COCOLO                     | 旧・（株）エフエムはちまるに。FM802とFM COCOLO（旧関西インターメディア（株）より事業承継）の2局を運営。                                                          |
| 近畿   | 滋賀     | TV       | びわ湖放送（株）                               | BBC                                 | |
| 近畿   | 滋賀     | FM       | （株）エフエム滋賀                             | e-radio                             | |
| 近畿   | 京都     | TV/AM    | （株）京都放送                                 | KBS京都                             | 旧・（株）近畿放送、AMは滋賀県も放送対象地域。 |
| 近畿   | 京都     | FM       | （株）エフエム京都                             | α-station                           | |
| 近畿   | 奈良     | TV       | 奈良テレビ放送（株）                           | TVN / 奈良テレビ                    | |
| 近畿   | 兵庫     | AM       | （株）ラジオ関西                               | CRK                                 | 旧・神戸放送（株） |
| 近畿   | 兵庫     | TV       | （株）サンテレビジョン                         | SUN / サンテレビ / SUN-TV           | |
| 近畿   | 兵庫     | FM       | 兵庫エフエム放送（株）                         | Kiss FM KOBE                        | 2010年10月1日加盟【正会員地位承継】 |
| 近畿   | 和歌山   | AM       | （株）和歌山放送                               | wbs                                 | |
| 近畿   | 和歌山   | TV       | （株）テレビ和歌山                             | WTV                                 | |
| 中国   | 島根     | TV       | 山陰中央テレビジョン放送（株）                 | TSK / さんいん中央テレビ            | 旧・島根放送（株） |
| 中国   | 島根     | FM       | （株）エフエム山陰                             | V-air                               | |
| 中国   | 鳥取     | TV/AM    | （株）山陰放送                                 | BSS                                 | 旧・（株）ラジオ山陰 |
| 中国   | 鳥取     | TV       | 日本海テレビジョン放送（株）                   | NKT / 日本海テレビ                  | |
| 中国   | 岡山     | TV/AM    | RSK山陽放送（株）                              | RSK                                 | 2019年4月1日加盟【正会員地位承継】。RSKホールディングス（株）子会社                                                                                              |
| 中国   | 岡山     | TV       | 岡山放送（株）                                 | OHK                                 | |
| 中国   | 岡山     | TV       | テレビせとうち（株）                           | TSC                                 | |
| 中国   | 岡山     | FM       | 岡山エフエム放送（株）                         | VV-FM / FM岡山                      | |
| 中国   | 山口     | TV/AM    | 山口放送（株）                                 | KRY                                 | 旧・（株）ラジオ山口 |
| 中国   | 山口     | TV       | テレビ山口（株）                               | tys                                 | 旧・山口中央テレビ（株） |
| 中国   | 山口     | FM       | （株）エフエム山口                             | FMY                                 | |
| 中国   | 山口     | TV       | 山口朝日放送（株）                             | yab                                 | |
| 中国   | 広島     | TV/AM    | （株）中国放送                                 | RCC                                 | 旧・（株）ラジオ中国 |
| 中国   | 広島     | TV       | 広島テレビ放送（株）                           | HTV / 広テレ / 広島テレビ           | |
| 中国   | 広島     | TV       | （株）広島ホームテレビ                         | HOME                                | |
| 中国   | 広島     | TV       | （株）テレビ新広島                             | tss                                 | |
| 中国   | 広島     | FM       | 広島エフエム放送（株）                         | HFM                                 | |
| 四国   | 香川     | TV/AM    | 西日本放送（株）                               | RNC                                 | 旧・（株）ラジオ香川、旧・（株）ラジオ四国 |
| 四国   | 香川     | TV       | （株）瀬戸内海放送                             | KSB                                 | 旧・（株）新日本放送 |
| 四国   | 香川     | FM       | （株）エフエム香川                             |                                     | |
| 四国   | 愛媛     | TV/AM    | 南海放送（株）                                 | RNB                                 | |
| 四国   | 愛媛     | TV       | （株）テレビ愛媛                               | EBC                                 | 旧・愛媛放送（株） |
| 四国   | 愛媛     | FM       | （株）エフエム愛媛                             | FM愛媛 / JOEU-FM                    | |
| 四国   | 愛媛     | TV       | （株）あいテレビ                               | itv                                 | 旧・（株）伊予テレビ |
| 四国   | 愛媛     | TV       | （株）愛媛朝日テレビ                           | eat                                 | |
| 四国   | 徳島     | TV/AM    | 四国放送（株）                                 | JRT                                 | |
| 四国   | 徳島     | FM       | （株）エフエム徳島                             | FMとくしま                          | |
| 四国   | 高知     | TV/AM    | （株）高知放送                                 | RKC                                 | 旧・（株）ラジオ高知 |
| 四国   | 高知     | TV       | （株）テレビ高知                               | KUTV                                | |
| 四国   | 高知     | FM       | （株）エフエム高知                             | KFM / Hi-six                        | |
| 四国   | 高知     | TV       | 高知さんさんテレビ（株）                       | KSS /さんさんテレビ / SUNSUN        | |
| 九州   | 福岡     | TV/AM    | RKB毎日放送（株）                              | RKB                                 | 2016年4月1日加盟【正会員地位承継】。（株）RKB毎日ホールディングス子会社                                                                                          |
| 九州   | 福岡     | TV/AM    | 九州朝日放送（株）                             | KBC                                 | 2023年4月1日加盟【正会員地位承継】。KBCグループホールディングス（株）子会社                                                                                      |
| 九州   | 福岡     | TV       | （株）テレビ西日本                             | TNC                                 | |
| 九州   | 福岡     | TV       | （株）福岡放送                                 | FBS                                 | 読売中京FSホールディングス（株）子会社 |
| 九州   | 福岡     | FM       | （株）エフエム福岡                             | FM FUKUOKA                          | 旧・福岡エフエム音楽放送（株） |
| 九州   | 福岡     | TV       | （株）TVQ九州放送                              | TVQ / テレQ                         | 旧・（株）ティー・ヴィー・キュー九州放送、旧・（株）ティー・エックス・エヌ九州                                                                                   |
| 九州   | 福岡     | FM       | （株）CROSS FM                                 | CROSS FM                            | |
| 九州   | 福岡     | FM       | ラブエフエム国際放送（株）                     | LOVE FM                             | 2011年1月1日加盟【正会員地位承継】、旧・天神エフエム（株） |
| 九州   | 佐賀     | TV       | （株）サガテレビ                               | STS / SAGA TV                       | 旧・佐賀放送（株） |
| 九州   | 佐賀     | FM       | （株）エフエム佐賀                             | FMS                                 | |
| 九州   | 長崎     | TV/AM    | 長崎放送（株）                                 | NBC                                 | 旧・（株）ラジオ長崎、AMは佐賀県も放送対象地域。 |
| 九州   | 長崎     | TV       | （株）テレビ長崎                               | KTN                                 | |
| 九州   | 長崎     | FM       | （株）エフエム長崎                             | FMN / fm nagasaki                   | |
| 九州   | 長崎     | TV       | 長崎文化放送（株）                             | ncc                                 | |
| 九州   | 長崎     | TV       | （株）長崎国際テレビ                           | NIB                                 | |
| 九州   | 熊本     | TV/AM    | （株）熊本放送                                 | RKK                                 | 旧・ラジオ熊本（株） |
| 九州   | 熊本     | TV       | （株）テレビ熊本                               | TKU / テレビくまもと                | |
| 九州   | 熊本     | TV       | （株）熊本県民テレビ                           | KKT / kkt! / くまもと県民テレビ     | |
| 九州   | 熊本     | FM       | （株）エフエム熊本                             | FMK / エフエム・クマモト            | 旧・（株）エフエム中九州 |
| 九州   | 熊本     | TV       | 熊本朝日放送（株）                             | KAB                                 | |
| 九州   | 大分     | TV/AM    | （株）大分放送                                 | OBS                                 | 旧・（株）ラジオ大分 |
| 九州   | 大分     | TV       | （株）テレビ大分                               | TOS                                 | |
| 九州   | 大分     | FM       | （株）エフエム大分                             | Air Radio FM88                      | |
| 九州   | 大分     | TV       | 大分朝日放送（株）                             | OAB                                 | |
| 九州   | 宮崎     | TV/AM    | （株）宮崎放送                                 | MRT                                 | 旧・ラジオ宮崎（株） |
| 九州   | 宮崎     | TV       | （株）テレビ宮崎                               | UMK                                 | |
| 九州   | 宮崎     | FM       | （株）エフエム宮崎                             | JOY FM                              | |
| 九州   | 鹿児島   | TV/AM    | （株）南日本放送                               | MBC                                 | 旧・（株）ラジオ南日本 |
| 九州   | 鹿児島   | TV       | 鹿児島テレビ放送（株）                         | KTS / 鹿児島テレビ                  | |
| 九州   | 鹿児島   | TV       | （株）鹿児島放送                               | KKB                                 | |
| 九州   | 鹿児島   | FM       | （株）エフエム鹿児島                           | μFM                                 | |
| 九州   | 鹿児島   | TV       | （株）鹿児島讀賣テレビ                         | KYT / 鹿児島読売テレビ              | |
| 沖縄   | 沖縄     | TV/AM    | 琉球放送（株）                                 | RBC                                 | |
| 沖縄   | 沖縄     | TV       | 沖縄テレビ放送（株）                           | OTV / 沖縄テレビ                    | |
| 沖縄   | 沖縄     | AM       | （株）ラジオ沖縄                               | ROK                                 | |
| 沖縄   | 沖縄     | FM       | （株）エフエム沖縄                             | FM OKINAWA                          | 旧・（株）極東放送、1984年9月AMからFMへの転換により改組 |
| 沖縄   | 沖縄     | TV       | 琉球朝日放送（株）                             | QAB                                 | |
| 衛星系 |          | BS       | （株）WOWOW                                    |                                     | 旧・（株）ワウワウ、旧・日本衛星放送（株） |
| 衛星系 |          | CS       | （株）ミュージックバード                       |                                     | |
| 衛星系 |          | BS       | （株）BS日本                                   | BS日テレ                            | 旧・（株）ビーエス日本、日本テレビホールディングス（株）子会社                                                                                                   |
| 衛星系 |          | BS       | （株）BS-TBS                                   |                                     | 旧・（株）ビーエス・アイ、（株）TBSホールディングス子会社 |
| 衛星系 |          | BS       | （株）ビーエスフジ                             | BSフジ                              | （株）フジ・メディア・ホールディングス子会社 |
| 衛星系 |          | BS       | （株）BS朝日                                   |                                     | 旧・（株）ビーエス朝日、（株）テレビ朝日ホールディングス子会社                                                                                                   |
| 衛星系 |          | BS       | （株）BSテレビ東京                             | BSテレ東                            | 旧・（株）BSジャパン、（株）ビー・エス・ジャパン、（株）テレビ東京ホールディングス子会社                                                                         |
| 衛星系 |          | BS       | 日本BS放送（株）                               | BS11                                | 2010年4月1日当初から正会員として加盟 |
| 衛星系 |          | BS/CS    | （株）ジェイ・スポーツ                         | J SPORTS                            | 2012年5月1日準会員として加盟 |
| 衛星系 |          | BS/CS    | ブロードキャスト・サテライト・ディズニー（株） | ディズニー・チャンネル              | 2012年5月1日準会員として加盟 |
| 衛星系 |          | BS       | ワールド・ハイビジョン・チャンネル（株）       | TwellV / BS12 トゥエルビ            | 2015年4月1日準会員として加盟 |

### 準会員
| 地域等 | 都道府県 | 放送形態 | 社名                                     | 略称・愛称                 | 備考              |
| ------ | -------- | -------- | ---------------------------------------- | -------------------------- | ----------------- |
| 衛星系 |          | BS       | BSよしもと（株）                         | BSよしもと                 | 2023年4月1日加盟  |
| 衛星系 |          | BS       | JCOM BS（株）                            | J:COM BS                   | 2023年4月1日加盟  |
| 衛星系 |          | BS       | （株）ジャパネットブロードキャスティング | BS10・BS10スターチャンネル | 2023年10月1日加盟 |

### 過去の会員

#### 放送持株会社制移行による退会
放送持株会社制に移行した場合は、テレビ東京グループのように放送持株会社を新設した場合には放送事業者は会員としての地位を保つが、放送事業者が持株会社化し放送事業を新設子会社に移した場合には持株会社化した旧放送事業者が退会処分となり、放送事業を継いだ新設子会社が新たに「地位承継」の形で会員として加盟することになる（放送事業者の地位を失うため）。
NNN・NNS系：1、ANN系：3、JNN系：6、FNN・FNS系：1
- 株式会社フジ・メディア・ホールディングス

2008年10月1日移行。旧・株式会社フジテレビジョン【旧社】
- 株式会社東京放送ホールディングス（現・株式会社TBSホールディングス）

2009年4月1日移行。旧・（株）東京放送【旧社】、旧・（株）ラジオ東京
- 日本テレビホールディングス株式会社

2012年10月1日移行。旧・日本テレビ放送網株式会社【旧社】
- 株式会社テレビ朝日ホールディングス

2014年4月1日移行。旧・株式会社テレビ朝日【旧社】、旧・全国朝日放送株式会社、旧・株式会社日本教育テレビ（NET）
- 中部日本放送株式会社

2014年4月1日移行。移行に伴う社名変更は行われなかった
- 株式会社RKB毎日ホールディングス

2016年4月1日移行。旧・RKB毎日放送株式会社【旧社】、旧・アール・ケー・ビー毎日放送株式会社、旧・株式会社ラジオ九州
- 株式会社MBSメディアホールディングス

2017年4月1日移行。旧・株式会社毎日放送【旧社】、旧・新日本放送株式会社
- 朝日放送グループホールディングス株式会社

2018年4月1日移行。旧・朝日放送株式会社
- RSKホールディングス株式会社

2019年4月1日移行。旧・山陽放送株式会社
- KBCグループホールディングス株式会社

2023年4月1日移行。旧・九州朝日放送株式会社【旧社】
- 株式会社BSNメディアホールディングス

2023年6月1日移行。旧・株式会社新潟放送【旧社】、旧・株式会社ラジオ新潟

#### 合併などによる退会
- 株式会社ラジオ佐世保

1954年10月18日、株式会社ラジオ長崎と合併し長崎放送株式会社設立。
- 大阪テレビ放送株式会社（OTV）

1959年6月1日、朝日放送株式会社と合併。
- 株式会社近畿東海放送（旧・株式会社ラジオ三重）・株式会社ラジオ東海（旧・岐阜放送株式会社[注 7]）

1959年11月20日、合併により東海ラジオ放送株式会社設立。
- 関西インターメディア株式会社

2012年4月1日、『FM COCOLO』を株式会社FM802に事業統合。FM802は『FM802』と共に『FM COCOLO』の運営を行い1局2波体制に移行。
- 株式会社IMAGICAティーヴィ（現・株式会社WOWOWプラス）

2012年10月1日に準会員「IMAGICAティーヴィ」として加盟したが、5年を経過する前にWOWOWの完全子会社化されたことで最終的に正会員への昇格が認められなかった模様。なおWOWOWは「認定放送持株会社」ではない。

#### 経営悪化による退会
- 衛星デジタル音楽放送株式会社（St.GiGA）

当初はWOWOWの音声多重放送としてスタート。しかし、開局以来赤字が続き、救済のため非放送事業者のワイヤービーに吸収合併され会社が消滅したことによる。その後WINJに事業を譲渡後、破産。
- 株式会社サテライトミュージック
- 株式会社ジパング・アンド・スカイコミュニケーションズ

両社とも同業会社のミュージックバードに吸収合併され消滅したため。
- 株式会社エフエム九州

2007年度決算で約6億円の債務超過に陥ったため経営破綻し、株式会社CROSS FMに事業を譲渡。清算手続きに入ったため。
- 愛知国際放送株式会社（RADIO-i）

慢性化した債務超過により2010年9月30日で閉局。会社清算された。事業譲渡が行われなかった初の事例である。
- 株式会社Kiss-FM KOBE（旧・兵庫エフエムラジオ放送株式会社、Kiss-FM KOBE）

2007年度から2008年度の決算で計約6億円の粉飾決算が明らかになり、全国FM放送協議会（JFN）会員を除名（ネットの打ち切りを通告）され2010年4月に経営破綻（民事再生法申請）。そして2010年10月1日より兵庫エフエム放送株式会社に事業譲渡。
- 株式会社九州国際エフエム（LOVE FM）

慢性化した債務超過により、2011年1月1日よりそれまでコミュニティ放送をしていた天神エフエム株式会社（現・ラブエフエム国際放送株式会社）に事業譲渡。
- 岐阜エフエム放送株式会社（Radio80/FM岐阜）

慢性化した債務超過により2014年2月28日で閉局。2014年3月1日より株式会社エフエム岐阜（2013年8月にエフエム東京・エフエム愛知などの出資により設立）に事業譲渡。
- 株式会社mmbi（nottv）

2012年5月1日準会員として加盟したマルチメディア放送事業者。慢性化した債務超過により2016年6月30日正午で放送終了。事業譲渡は行われず、翌7月1日に子会社の基幹放送局提供事業者たるジャパン・モバイルキャスティングを吸収合併した上でNTTドコモに吸収合併された。
- 新潟県民エフエム放送株式会社（FM PORT）

スポンサー不足による慢性化した債務超過の中、大口スポンサーからの出稿停止により放送事業の継続を断念し、2020年6月30日で閉局。
- 株式会社Radio NEO[注 8]

広告収入減による経営難のため、2020年6月30日正午で放送終了、閉局。

#### 事業譲渡による退会
- 財団法人日本科学技術振興財団テレビ事業本部（科学テレビ/東京12チャンネル）

1964年4月12日に財団のテレビ部門として開局するが、科学教養番組が編成の大半を占めていたことから経営に苦しんだ。こうしたことから、経営支援のためNHKと在京キー局4社によって「科学テレビ協力委員会」を設立。1968年7月、毎日放送（MBS） や三井物産、三菱商事などの出資により「株式会社東京十二チャンネルプロダクション」の名で会社設立し、放送免許は引き続き財団が保有する形となった。1969年には田中角栄郵政大臣の要請で新たに日本経済新聞社が東京十二チャンネルプロダクションに出資して筆頭株主となり、1973年11月1日に教育局の一般局転換に伴い、財団が保有していた放送免許を東京十二チャンネルプロダクションに譲渡したことにより番組制作会社からテレビジョン放送局へ業種変更した。同時に同社は「株式会社東京十二チャンネル」と改め、更に1981年10月1日に現在の「株式会社テレビ東京」に変更している。

### 過去に処分を受けた会員
※かつて「会員活動資格停止」「除名」「厳重注意」を受けた会員を上げる

#### 過去に会員活動を停止された会員
- 株式会社福岡放送（FBS）
- 北陸放送株式会社（MRO）
上記2社は1997年、CM未放送（間引き）事件により、1年間の会員活動停止の処分を受けた。除名ではないため、オリンピックおよびFIFAワールドカップ中継の放送は可能だった。

#### 過去に除名された会員
- 株式会社静岡第一テレビ（SDT/Daiichi-TV）
1999年3月、CM間引き事件により除名処分。2000年8月1日再入会[注 10]。
- 関西テレビ放送株式会社（KTV/カンテレ）
2007年4月19日、『発掘!あるある大事典II』における番組内容（データ）捏造により除名処分[注 11][注 12]。2008年4月17日の民放連理事会で、条件付きで再入会を認めた[注 13]。同年10月27日には再度民放連の理事会で正式に復帰が認められた[注 14]。

#### 厳重注意を受けた会員
- 東海テレビ放送株式会社（THK）
2011年9月15日[20]、同年8月4日に『ぴーかんテレビ』の関連番組『別冊!ぴーかんテレビ』の放送中に不適切テロップが流れる放送事故を起こしたため。

- 株式会社TBSラジオ（TBS）
2024年9月6日[21]、CMの無断差し替えを2年にわたって行っていたことが同年6月に判明したことに関連して、厳重注意を行なった[22]。
- 株式会社フジテレビジョン（CX）
2025年4月2日、不適切接待疑惑問題に関する第三者委員会による3月31日付の調査報告を受け、厳重注意と会員社に対する人権尊重およびコンプライアンス徹底の要請を行った[23]。

## テレビ回線部
民放テレビ各社における、全国ネット番組のキー局→地方局への配信、地方局が撮影したニュース素材VTRのキー局への伝送などを行う部署。
NTTコミュニケーションズ（NTT-Com）が持つテレビ中継用回線（NTT中継回線）をNTT-Comと共同で運用しており、東京・青山にあるNTT-ComのTRC（テレビジョンリレーセンター）を中心とする全国ネットワークを利用して映像伝送を行っている。
元々は「社団法人民間放送テレビ回線センター」という別組織だったが、2004年4月1日に民放連と統合され、民放連内の「テレビ回線部」となった。

## 主な放送（番組）大賞
民放連主催のものとしては、主に次の2つがあったが現在は後述の通り日本民間放送連盟賞に一本化された。

### 日本民間放送連盟賞
放送技術の向上と、放送活動の発展を図ることを目的に、1953年（昭和28年）に制定した賞。民放連加盟の各会員社（各放送局）から参加のあった番組・事績を対象に毎年1回実施し、優れた番組、優秀と認められた事績を顕彰している。表彰は、毎年秋の民間放送全国大会（民放大会、または、民放連大会ともいう）で発表される。開始当初の名称が「民放祭番組コンクール」であったことから、2019年現在も放送業界の関係者の間では「民放祭」と俗称されることが多い。2018年（平成30年）からは番組部門からラジオ報道番組、ラジオ教養番組、ラジオエンターテインメント番組、ラジオ生ワイド番組、テレビ報道番組、テレビ教養番組、テレビエンターテインメント番組、テレビドラマ番組からそれぞれの最優秀賞と優秀賞を選ぶ。それぞれの最優秀賞と優秀賞で最も得点が高かった番組の中からラジオ、テレビごとにグランプリと準グランプリを毎年秋の民放大会（2020年は新型コロナウイルスの感染拡大防止のため中止）で発表される。グランプリ、準グランプリ、全部門・種目の最優秀賞を制作、放送した放送局には賞牌と報奨金が送られる。(テレビグランプリ1000万円、準グランプリ500万円、ラジオグランプリ300万円、準グランプリ150万円、最優秀賞50万円）またグランプリ、準グランプリを受賞した番組は受賞して3か月以内に全国放送を行うことが義務付けられている。なおテレビドラマ番組以外は地区審査の最優秀賞だけが中央審査の最優秀賞と優秀賞を受賞することが出来る。テレビドラマ番組は中央審査だけである。地区審査の地域割りは北海道・東北地区、東京地区、関東・甲信越・静岡地区、中部・北陸地区、近畿地区、中国・四国地区、九州・沖縄地区に分かれている。このほかCM部門では放送時間が20秒以内のラジオ第1種、21秒以上のラジオ第2種、テレビCMと技術部門、特別表彰部門（青少年向け番組、放送と公共性）がありこれらの最優秀賞にも50万円の賞牌と報奨金が送られる。

### 日本放送文化大賞
質の高い番組がより多く制作・放送されることを目的に、2005年（平成17年）に制定した賞。民放連加盟の各会員社において、放送文化の向上に寄与したと評価される番組を顕彰し、ラジオ、テレビそれぞれにグランプリ1番組、準グランプリ1番組を選定する。審査員は、民放各社の番組審議会委員、新聞社・通信社所属の記者、広告関係者らにより構成。審査結果は、毎年秋の民放大会で発表され、（事前に）エントリーされた番組が受賞されると、その番組を制作・放送した放送局には、賞牌と報奨金が送られる。表彰された番組は、原則として受賞してから3ヵ月以内に全国放送を行うこと義務付けられている。また、番組制作を協力してきた関係者（制作協力会社・制作者、出演者、当該受賞番組の広告主など）にも賞牌が送られる。2017年（平成29年）の第13回をもって日本民間放送連盟賞に一本化された。

## キャンペーン

### 放送広告の日→民放の日
- 1951年4月21日に日本で初めて民間放送ラジオ16社に放送の予備免許が与えられたとして1968年に制定。民放テレビやラジオでのスポットCM（後述）や4月21日当日に民放連会長による「民放週間にあたって」および「特別番組」を放送。1993年度より「民放の日」に改称。
- 「民放週間にあたって」は1998年まで放送され、「特別番組」[注 15]（テレビCMの制作の舞台裏に迫ったり、過去に放送されたテレビCMや番組を回顧すると言う内容がほとんどだった）が1976年から1987年（「We Love TV」）までの毎年4月21日（当日が日曜の場合、19日金曜に放送）の16時台に全民放テレビで同時放送された。

### ラジオ統一キャンペーン
ラジオ委員会が2003年から『民放ラジオ統一キャンペーン』と題したキャンペーンを実施している。なお当初は『民放ラジオ101社統一キャンペーン』であったが、2010年9月に愛知国際放送（RADIO-i）が閉局し『民放ラジオ100社統一キャンペーン』、2012年4月にFM COCOLO（大阪市）の運営が関西インターメディアからFM802による1局2波での運営となり、そして2020年6月末にFM PORT（新潟県）が閉局になってからは『民放ラジオ99局統一キャンペーン』となっている。
地震への備え
2003年から2011年まで『地震への備え』と題したキャンペーンを防災の日から概ね2週間程度実施していた。
民放ラジオの日
2008年度から3月3日を『民放ラジオの日』と制定。地震キャンペーンと同様に『民放ラジオ統一キャンペーン』として、ラジオの魅力をPRする活動を開始した。
2008年度には『ラジオで逢いましょう』と題して、ラジオに対する思い出や、好きなパーソナリティとその理由を特設サイトで募集。全国各局のリスナーから、総計で5,895件のメッセージが届いた。
2009年度からは『ラジオがやってくる!』と題して、ラジオへの馴染みが薄いとされる小学生〜高校生を対象に、加盟ラジオ局を通じて学校訪問を実施している。この企画では、加盟局で訪問校を公募したうえで、1局あたり1校のペースで、番組パーソナリティやDJによる校内放送の制作支援、加盟局に縁の深いアーティストの校内ライブ、制作者が同席してのドキュメンタリー番組の鑑賞会などを開催。『民放ラジオの日』に各局の番組内でその模様を放送している。
2015年度は『ラジオでいうたったー』と題して、ラジオが持つ「リスナーを巻き込む力」を活用し、みんなが普段思っているけどなかなか言えない「世の中をよくする」メッセージを、Twitter や専用ウェブサイトを通じて募集し、それをラジオでリツイート（音声に変換してオンエア）するという企画。
2016年度は、自転車をテーマに『SMART PEDAL PROJECT』と題して、「マナーを理解して、より安全で楽しく、スマートな自転車ライフを。」をコンセプトとしたメッセージを発信。
なお、『はじめまして、ラジオです。／ラジオにタッチ!』はNHK・民放連が共同企画するものであり、コンセプトは同じだがやや趣が異なる。
ラジオ・オピニオン
2009年度から、世間の話題に関してラジオメディアの力を発信することを目的に、ラジオ委員会が不定期で実施するオンライン調査。調査の運営をビデオリサーチに委託している。

### CMキャンペーン
放送広告の日→民放の日
1968年から1997年頃まで展開されていた「放送広告の日（民放の日）」のラジオCM及びテレビCM。
主な出演者（スタッフ）は次の通り。
- 矢島正明（1980年度、1986年度、ナレーター）
- 所ジョージ（1983年度、ラジオCMのみ）
- ほんだゆきお（1985年度、アニメーション）
- 中村正（1985年度、ナレーター）
- 結城貢（1989年度「楽しい話題のフルコース」）
- 渡辺徹（1991年度「テレビに活力。コマーシャル。」）[注 16]
- 美川憲一・岩城宏之・露木茂（1992年度「響き合うから　コマーシャル」）
- ルー大柴（1993年度「民放は「いま」をつたえる　時代のシャワー」）
- 本木雅弘（1994年度「おくります　自由な風とサムシング」）

なお、1990年度は彫刻家・舟越桂が製作したオブジェを被写体とした異色作であった。
はつらつ、30才。
民放テレビ開始（日本テレビ開局）30年を記念し、「放送広告の日」キャンペーンと兼ねて1982年に放送されたCM。エンドコピーは「時代の情報、コマーシャル。」。CMソングはジャガーズの「はつらつ30才」。製作幹事局は日本テレビ。
- 出演者は、登場順に柴田恭兵→大橋純子→渥美二郎→小柳ルミ子→倉持明→しばたはつみ→本田博太郎→田坂都→志垣太郎→?[注 17][26]→笑福亭鶴瓶→ピーター→青山孝→夏木マリ→隆の里俊英→あべ静江→沖雅也と、放送当時30 - 32歳の著名人だった。

覚醒剤撲滅のCMキャンペーン
「覚せい剤やめますか?それとも人間やめますか?」というキャッチコピーで1983年にCMが放送された。日本民間放送連盟が制作した公共広告である。ナレーションは城達也。フジテレビの一日の放送終了前などで放送された。
CMのCMキャンペーン
2006年からは「CMのCM」というキャンペーンを開始。コマーさる君という、猿をモチーフにしたキャラを登場させた。

### 地球環境問題啓発スポット
2008年度開始。
- 2008年度 - 「愛しいその手へ渡すもの」篇と「地球を守るために！」篇をラジオで、「愛しいその手へ渡すもの」篇と「温度計のメモリ」篇をテレビで2009年3月31日まで放送。
- 2009年度 - 4月から「もっと話そう（サラリーマン）」篇と「地球はつらい」篇をラジオとテレビで、7月から「失われてゆくもの（池と子供たち）」篇をラジオで、「失われてゆくもの」篇の2種類をテレビで で2010年3月31日まで放送。
- 2010年度 - 「海面水位上昇で潜水出勤編＝パパ編」と「異常気象で自然の猛威買い物編＝ママ編」と「気温上昇で砂漠通学編＝娘編」をラジオとテレビで2011年3月31日まで放送。
- 2011年度 - 「拝啓ガガーリン様｣編と「未来の・・・」編と「こども会議」編をラジオで、「猛暑・女優｣編と「砂漠化・女子ゴルファー」編と「暴風雨・歌手」編をテレビで2012年3月31日まで放送。
- 2012年度 - 「前向き節電／春秋｣編と「前向き節電／夏」編と「前向き節電／冬」編をラジオとテレビで2013年3月31日まで放送[27]。
- 2013年度 - 「小まめな節電、大きな省エネ・事件」編と「小まめな節水、未来のために・怖い話」編と「ストップ温暖化・子どもたち」編をラジオとテレビでテレビ・ラジオで2014年3月31日まで放送。
- 2014年度 - 「落語家」篇と「ポワットマン」篇をラジオとテレビで2015年3月31日まで放送。
- 2015年度 - 「地球はつらいよ・めまい」篇と「エコ戦隊ファミリー」篇をラジオとテレビで2016年3月31日まで放送。
- 2016年度 - 「犬の気持ち」篇と「地球はつらいよ・めまい」篇をラジオとテレビで2017年3月31日まで放送。
- 2017年度 - 「A DAY IN THE LIFE」篇と「犬の気持ち」篇をラジオとテレビで2018年3月31日まで放送。
- 2018年度 - 「とことこ」篇と「A DAY IN THE LIFE」篇をラジオとテレビで2019年3月31日まで放送。
- 2019年度 - 「最果ての友人」篇と「とことこ」篇をラジオとテレビで2020年3月31日まで放送。
- 2020年度 - 「物語が変わる前に」篇[28]と 「最果ての友人」篇をラジオとテレビで2021年3月31日まで放送。
- 2021年度 - 「分ける・断る・消す」篇[29]と「物語が変わる前に」篇をラジオとテレビで2022年3月31日まで放送。
- 2022年度 - 「プラゴミ水族館」篇と「分ける・断る・消す」篇をラジオとテレビで2023年3月31日まで放送。
- 2023年度 - 「ままごと」篇と「プラゴミ水族館」篇をラジオとテレビで2024年3月31日まで放送。
- 2024年度 - 「続・最果ての友人」篇と「ままごと」篇をラジオとテレビで2025年3月31日まで放送。
- 2025年度 - 「エコミュージカル」篇[30]と「続・最果ての友人」篇をラジオとテレビで2026年3月31日まで放送。

### 放送番組の違法配信撲滅キャンペーン
2014年度から実施されている民放連のキャンペーン。放送番組を動画共有サービス（YouTubeやTikTokなど）、SNS上に許諾無くアップロードして公開する「違法動画」が相次ぐ中、著作権・著作隣接権を侵害する行為として違法かつ犯罪であることの啓発を目的としたもの。CMキャラクターには遠藤憲一を起用。キャッチコピーは「それ、違法です。」。また、2019年度からはキャンペーン第2弾として啓発アニメCM「違法だよ!あげるくん」に変わった。キャッチコピーは「つかまるよ、マジで」。

### ALL TOGETHER NOW
1985年（昭和60年）6月15日に、東京都の国立競技場で野外ライブ「ALL TOGETHER NOW」が行われた。アーティスト23組、観客動員数も63,000人を記録した。その模様が後日、全民間放送ラジオ局がネットワークの枠を越えて放送された。その模様を収録した音源が見つかり、2013年（平成25年）5月4日・5日のいずれかで、全民間放送ラジオ局100社で特別番組として放送された。